# Tunel pod kanałem La Manche (film)
Tunel pod kanałem La Manche (Zły sen francusko-angielski) (Tunnel sous la manche ou Le cauchemar franco-anglais) – film niemy wyreżyserowany przez Georges Méliès. Film został stworzony w 1907 r. Jego fabuła opowiada o marzeniu brytyjskiego króla Edwarda VII oraz ówczesnego prezydenta Francji Armanda Fallières o zbudowaniu tunelu pod kanałem La Manche.

## Literatura
- Elizabeth Ezra: Georges Méliès. Manchester: Manchester University Press, 2000, s. 136-140. ISBN 0-7190-5396-X.
- Christopher Frayling: Mad, Bad and Dangerous?. London: Reaktion Books, 2005. ISBN 1-86189-255-1. Brak numerów stron w książce